# Stachylina penetralis
Stachylina penetralis är en svampart som beskrevs av Lichtw. 1984. Stachylina penetralis ingår i släktet Stachylina och familjen Harpellaceae.   Inga underarter finns listade i Catalogue of Life.